# Megachile campanulae
Megachile campanulae là một loài ong trong họ Megachilidae. Loài ong được mô tả năm 1903, chúng sống đơn lẻ và đặc hữu miền đông Bắc Mỹ. Nghiên cứu năm 2013 cho thấy chúng là một trong những loài công trùng đầu tiên dùng vật liệu tổng hợp để làm tổ.